# Грант, Бет
Бет Грант (англ. Beth Grant; 18 сентября 1949, Гадсден, Алабама, США) — американская актриса, режиссёр, сценарист и продюсер. Наиболее известна ролями в фильмах «Человек дождя» (1988), «Донни Дарко» (2001), «Старикам тут не место» (2007), телесериале «Сабрина — маленькая ведьма» (1997—1998) и ролями в других фильмах и телесериалах.

## Биография
Родилась в Гадсдене, Алабама, выросла в Кенансвилле, Северная Каролина. Закончила Восточно-Каролинский университет в 1973 году, получив степень бакалавра изобразительных искусств.
Замужем за Майклом Чиффо, от которого есть дочь Мэри Чиффо, также актриса. Семья проживает поблизости от долины Виллидж, Лос-Анджелес, Калифорния.

## Фильмография
| Год  |   | Русское название                                | Оригинальное название                            | Роль                              |
| ---- | - | ----------------------------------------------- | ------------------------------------------------ | --------------------------------- |
| 1987 | ф |                                                 | Under Cover                                      | мисс Рэндольф / Первая роль       |
| 1989 | ф | Человек дождя                                   | Rain Man                                         | мать на ферме                     |
| 1989 | ф | Волшебник                                       | The Wizard                                       | менеджер закусочной               |
| 1990 | ф | Коматозники                                     | Flatliners                                       | домохозяйка                       |
| 1990 | ф | Не говори ей, что это я                         | Don't Tell Her It's Me                           | Бабетта                           |
| 1990 | ф | Добро пожаловать домой, Рокси Кармайкл          | Welcome Home, Roxy Carmichael                    | Лилиан Логерфилд                  |
| 1990 | ф | Детские игры 2                                  | Child's Play 2                                   | мисс Кеттлевелл                   |
| 1990 | ф | Еда                                             | Eating                                           | Карла                             |
| 1992 | ф | Белые пески                                     | White Sands                                      | Роз Кинкейд                       |
| 1992 | ф | Поле любви                                      | Love Field                                       | Хэзел Энрайт, босс Лурин          |
| 1993 | ф | Тёмная половина                                 | The Dark Half                                    | Шейла Бомонт                      |
| 1994 | ф | Скорость                                        | Speed                                            | Хелен                             |
| 1995 | ф | Безопасность                                    | Safe                                             | Бэкки                             |
| 1995 | ф | Вонгу Фу, с благодарностью за всё! Джули Ньюмар | To Wong Foo, Thanks for Everything! Julie Newmar | Лоретта                           |
| 1996 | ф | Время убивать                                   | A Time to Kill                                   | Кора Мэй Кобб                     |
| 1997 | ф | Луговые собачки                                 | Lawn Dogs                                        | мать Трента                       |
| 1998 | ф | Доктор Дулиттл                                  | Doctor Dolittle                                  | женщина                           |
| 1998 | ф | Танцуй со мной                                  | Dance with Me                                    | Лавджой                           |
| 2004 | с | Клиент всегда мёртв                             | Six Feet Under                                   | Дороти Шиди                       |
| 2012 | с | Декстер                                         | Dexter                                           | Донна Рэндалл                     |
| 2019 | с | Лемони Сникет: 33 несчастья                     | A Series of Unfortunate Events                   | женщина с волосами, но без бороды |
| 2014 | ф | Изъяны                                          | Faults                                           | Эвелин                            |
| 2021 | ф | Страна чудес Вилли                              | Willy’s Wonderland                               | Шериф Элоиза Лунд                 |